# Doris Fitton
Dame Doris Alice Lucy Walkden Fitton (Manila, 3 novembre 1897 – Sydney, 2 aprile 1985) è stata un'attrice e regista teatrale australiana.

## Biografia
Nata nelle Filippine da genitori britannici, si trasferì in Australia con la madre nel 1902 dopo la morte del padre. Negli anni venti si unì alla compagnia del Turret Theatre, dove lavorò sia come attrice che segretaria, mentre nel 1930 fu tra le co-fondatrici dell'Indipendent Theatre.
Nel corso degli anni la compagnia si affermò come una tra le più prolifiche del Paese e nel corso della sua carriera da attrice, produttrice e regista la Fitton recitò e diresse oltre quattrocento allestimenti teatrali. Nel corso della sua carriera fu l'insegnante di recitazioni di diversi nomi di alto profilo del mondo dello spettacolo australiano, tra cui Sumner Locke Elliott, Charles Tingwell e Googie Withers.
Doris Fitton fu sposata con Norbert Keck "Tug" Mason dal 1922 e la coppia ebbe due figli, Ewen Richard Cameron Mason e Malcolm John.

## Filmografia parziale
- Clandestina a Tahiti (The Stowaway), regia di Ralph Habib e Lee Robinson (1958)